# Potentialgifttheorie
Die Potentialgifttheorie ist eine inzwischen überholte Theorie über die Wirkungsweise von Pharmaka und Giften. Der Pharmakologe Walther Straub vermutete, dass für die Wirkungen einiger Gifte und Pharmaka nicht die absolute Giftmenge, sondern der Gradient zwischen der intrazellulär und extrazellulär befindlichen Stoffmenge entscheidend sei. Einige Pharmaka wirkten dadurch, dass sie die Zellmembran durchquerten. Dies sei nur bei einer Konzentrationsdifferenz, einem Konzentrationspotential, zwischen Extra- und Intrazellulärraum der Fall. Glichen sich die Konzentrationen an, so höre die Wirkung auf.